# Campeonato Europeo de Patinaje Artístico sobre Hielo de 1958
El XLIX Campeonato Europeo de Patinaje Artístico sobre Hielo se realizó en Bratislava (Checoslovaquia) en enero de 1958. Fue organizado por la Unión Internacional de Patinaje sobre Hielo (ISU) y la Federación Checoslovaca de Patinaje sobre Hielo.

## Resultados

### Masculino
| Puesto | Nombre        | País           | Puntos |
| ------ | ------------- | -------------- | ------ |
| Oro    | Karol Divín   | Checoslovaquia |        |
| Plata  | Alain Giletti | Francia        |        |
| Bronce | Alain Calmat  | Francia        |        |

### Femenino
| Puesto | Nombre         | País         | Puntos |
| ------ | -------------- | ------------ | ------ |
| Oro    | Ingrid Wendl   | Austria      |        |
| Plata  | Hanna Walter   | Austria      |        |
| Bronce | Joan Haanappel | Países Bajos |        |

### Parejas
| Puesto | Nombre                           | País            | Puntos |
| ------ | -------------------------------- | --------------- | ------ |
| Oro    | Věra Suchánková / Zdeněk Doležal | Checoslovaquia  |        |
| Plata  | Nina Zhuk / Stanislav Zhuk       | Unión Soviética |        |
| Bronce | Joyce Coates / Anthony Holles    | Reino Unido     |        |

### Danza en hielo
| Puesto | Nombre                              | País        | Puntos |
| ------ | ----------------------------------- | ----------- | ------ |
| Oro    | June Markham / Courtney Jones       | Reino Unido |        |
| Plata  | Catherine Morris / Michael Robinson | Reino Unido |        |
| Bronce | Barbara Thompson / Gerard Rigby     | Reino Unido |        |

## Medallero
| Núm. | País            | Oro | Plata | Bronce | Total |
| ---- | --------------- | --- | ----- | ------ | ----- |
| 1    | Checoslovaquia  | 2   | 0     | 0      | 2     |
| 2    | Reino Unido     | 1   | 1     | 2      | 4     |
| 3    | Austria         | 1   | 1     | 0      | 2     |
| 4    | Francia         | 0   | 1     | 1      | 2     |
| 5    | Unión Soviética | 0   | 1     | 0      | 1     |
| 6    | Países Bajos    | 0   | 0     | 1      | 1     |
|      | TOTAL           | 4   | 4     | 4      | 12    |